# حرام‌زاده استانبول
حرام‌زاده استانبول (انگلیسی: The Bastard of Istanbul) رمانی است به قلم الیف شافاک نویسنده پرفروش ترک که در اصل به زبان انگلیسی نگاشته شده‌است و در سال ۲۰۰۶ توسط Viking Adult به چاپ رسیده‌است.
«حرام‌زاده استانبول» داستان خانواده‌ای اهل ترکیه و خانواده‌ای اَرمنی-آمریکایی را از زاویه دید چهار نسل از زنان روایت می‌کند. داستانی دربارهٔ هنجارهای جامعه، رازهای خانوادگی و نیاز مبرم به گفتگو و البته مفهوم فراموشی است؛ فراموشی جمعی که ترکیه به‌طور کل دچار آن شده‌است.
«شافاک» به خاطر اشاره به نسل‌کشی ارمنی‌ها، در رمان دوم خود «حرامزاده استانبول» از سوی دادگاه ترکیه به جرم اهانت به ترک بودن متهم شد. پرونده او در ژوئن ۲۰۰۶ بسته شد، ولی چند ماه بعد، دوباره گشوده و وی با احتمال سه سال زندان روبه‌رو شد. مترجم و ناشر او هم با همین مجازات روبه‌رو شدند، اما در ۲۱ سپتامبر ۲۰۰۶ به‌خاطر کمبود مدرک، پرونده او بسته شد.
این کتاب توسط گلناز غبرائی به فارسی برگردانده شده و در سال ۱۳۹۷ نشر مهری، لندن به چاپ رسیده‌است.